# Limbenii Noi, Glodeni
Limbenii Noi este un sat din raionul Glodeni, Republica Moldova. A fost menționat pentru prima dată în documentele istorice în anul 1824.
Distanțe: până la centrul raional Glodeni 12 km, până la Chișinău- 156 km.

## Geografie
Sat așezat alături de un iaz enorm, între șoseaua Glodeni-Fălești și calea ferată Glodeni-Răuțel, în regiune de mici coline. Pe moșia localității se conturează 7 movile funerare, ce vorbesc despre lupta înverșunată a strămoșilor noștri în adâncul istoriei cu hoardele păgâne, care năvăleau din stepele asiatice. La început satul se numea Leonardovca, deoarece cătunul apăruse pe moșia boierului Leonard, îl fondaseră țărani și țigani șerbi înămiți să lucreze pământul.

## Istorie
Anul întemeierii e considerat 1824 - așa afirmă „Dicționarul statistic al Basarabiei" din 1923. O perioadă de timp i s-a mai zis Odaia Limbeni din județul Iași (cu reședință în Bălți). E știut că în martie 1849 boierii Maria și Chiriac Leonard aveau în supușenie aici și la Funduri 15 familii de țigani șerbi, care puteau oricând fi vânduți ca unelte de muncă.
Recensământul din 1859, publicat în 1861 la Sankt-Petersburg, a fixat în Leonardovca, zisă și Limbenii Noi, 71 de case, fără școală și biserică. Suportând câteva epidemii de holeră, așezarea nouă de pe pârâul Șuvet continuă să crească furtunos. În 1897 ea a intrat în lista localităților basarabene care depășeau 500 de persoane.
Zamfir Arbore, în „Dicționarul geografic al Basarabiei" (1904), ne-a lăsat moștenire următoarea informație: 
„Limbenii Noi, sau Leonardovca, sat în jud. Bălți, volostea Fălești, așezat la nord de satul Limbenii-Vechi, pe malul pârâului Ustea. În apropierea satului este un iaz mare. Are 98 case, cu o populație de 921 suflete. Țăranii posedă pământ de împroprietărire 1.307 desetine. Sunt vii și livezi cu pomi”.
Școala fondată în 1903 îl avea de învățător în 1909 pe Toader Ababii, religia o preda preotul Mihail Virschii. Peste un an frecventau lecțiile 40 de băieți și 11 fete. Din 1917 mai mulți ani aici a lucrat preot Alexei Curmei, absolvent al Seminarului Teologic. În serviciu se afla din 1906. Împreună cu el lucra cântăreț Dionisie V. Galit. Satul pe atunci număra 230 de gospodării.
în 1922, după înfrățirea celor doua maluri ale Prutului, Instituția română „Casa Noastră” abilitată cu dreptul de a face reformă agrară în Basarabia, i-a împroprietărit pe 241 de țărani din Limbenii Noi cu 1.072 ha de pământ confiscat din moșia boierului Leonard. Peste un an în sat au fost înregistrate 280 de case. Satul avea scoală primară, dar administrativ se supunea primăriei din Limbenii Vechi.
În toamna anului 1940, împreună cu cătunul Panteleevca, Limbenii Noi numărau 1.141 de locuitori. Potopul de foc, dezlănțuit peste un an, a mistuit din acest sat viețile a zeci de bărbați. Primul recensământ de după război a însumat în Limbenii Noi 948 de locuitori.
În 1965 cătunul Panteleevca s-a contopit definitiv cu Limbenii Noi.
în 1979 Limbenii Noi număra 700 de bărbați și 758 de femei, în 1989. 
La recensământul din oct. 2004 satul avea 1.676 de locuitori: 1.646 moldoveni/români, 19 ucraineni, 9 ruși și 2 persoane de etnie nedeclarată. 
Către 1 oct. 2007 populația satului crescuse cu 90 de inși, mulți reveniseră la vatră de la munci grele în străinătate.

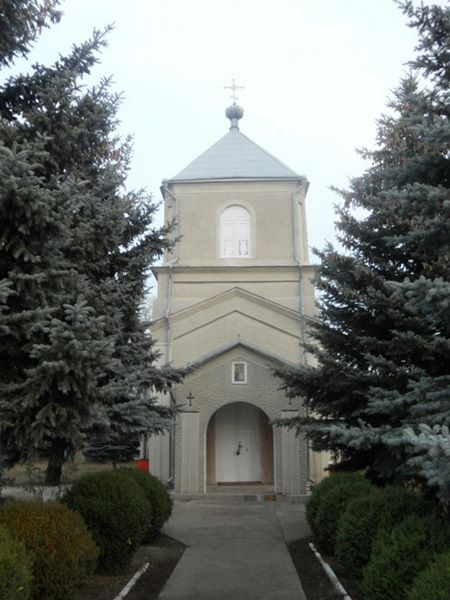
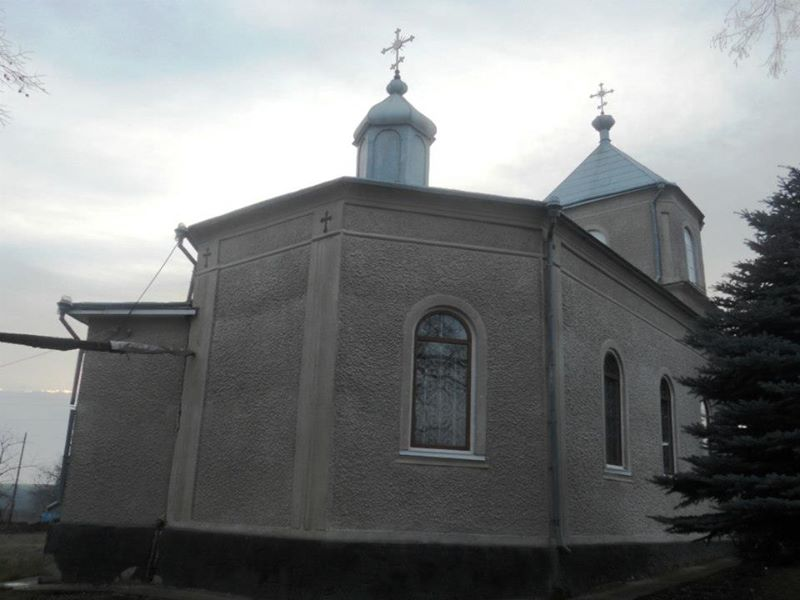
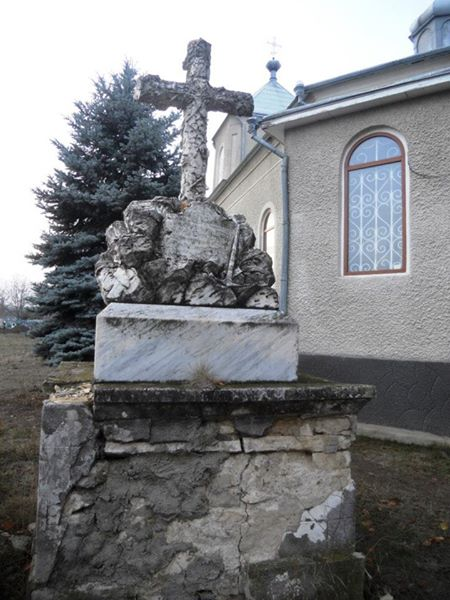
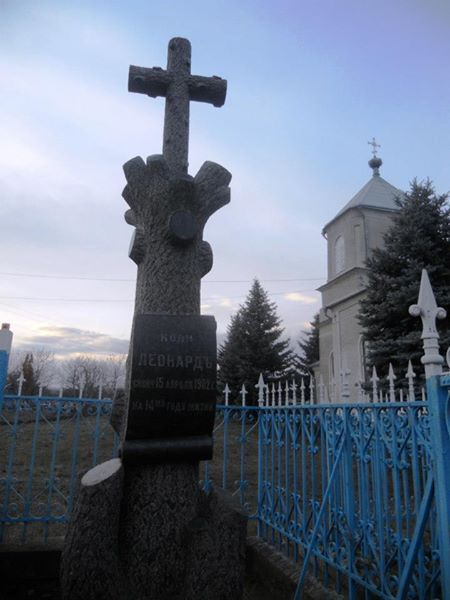
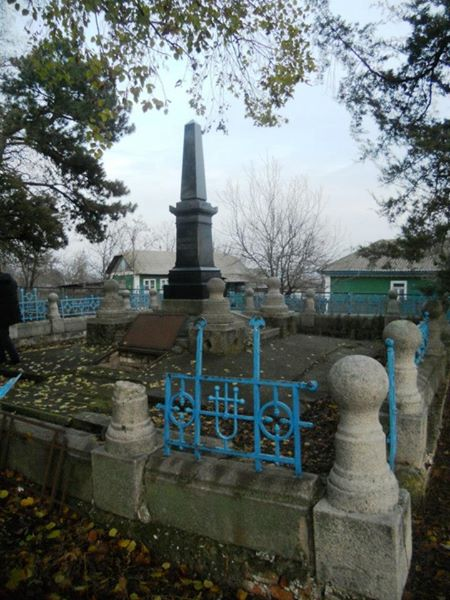
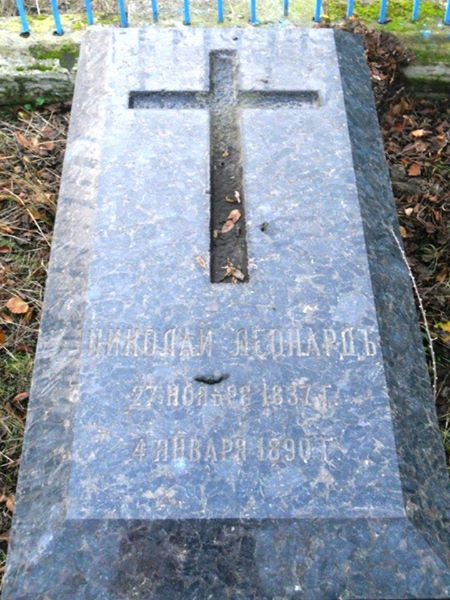

Biserica „Sfânta Treime”

## Administrație și politică
Componența Consiliului local Limbenii Noi (9 consilieri), ales la 5 noiembrie 2023, este următoarea:
|  | Partid                                        | Consilieri | Componență | Componență |
|  | --------------------------------------------- | ---------- | ---------- | ---------- |
|  | Partidul Socialiștilor din Republica Moldova  | 2          |            |            |
|  | Partidul Acțiune și Solidaritate              | 2          |            |            |
|  | Partidul Dezvoltării și Consolidării Moldovei | 2          |            |            |
|  | Candidat independent CLAVDIA ȘATIC            | 1          |            |            |
|  | Partidul Nostru                               | 1          |            |            |
|  | Platforma Demnitate și Adevăr                 | 1          |            |            |

## Personalități născute aici
- Colea Răutu (1912–2008), actor român.